# Veliki dodekahemiikozakron
| Veliki hemiikozakron                               | Veliki hemiikozakron                                 |
| -------------------------------------------------- | ---------------------------------------------------- |
|                                                    |                                                      |
| Vrsta                                              | zvezdni polieder                                     |
| Elementi                                           | F = 30, E = 60, V =22 ({\displaystyle \chi \,} = -8) |
| Grupa simetrije                                    | Ih, [5,3], *532                                      |
| Sklici                                             | DU65                                                 |
| veliki dodekahemiikozidodekaeder (dualni polieder) |                                                      |

Veliki dodekahemiikozakron je eden izmed devetih dualnih hemipoliedrov. Na pogled izgleda podoben malemu dodekahemiikozakronu. 
Ker ima dodekahemiikozaeder deset šestkotnih stranskih ploskev, ki tečejo skozi središče modela, ima veliki dodekahemiikozakron deset oglišč v neskončnosti.V delu Magnusa Wenningerja (rojen 1919) Dual Models so prikazani kot presek neskončno velike prizme, ki poteka skozi središče modela, ter je odsekana v določeni točki. Tako je primerneje za tiste, ki modele izdelujejo.  